# Boschidar Mitrew
Boschidar Konstantinow Mitrew (bulgarisch Божидар Константинов Митрев, wiss. Transliteration Božidar Konstantinov Mitrev; * 31. März 1987 in Sofia) ist ein ehemaliger  bulgarischer Fußballtorhüter.

## Karriere
Mitrew spielte seit 1997 bei Lewski Sofia. Er machte sein Profidebüt in der Champions-League-Saison 2006/07 beim Spiel gegen den FC Chelsea, das Lewski Sofia 2:0 verlor. Seit er 2005 in den Profikader von Lewski berufen worden war, konnte der Verein mit Mitrew drei Meisterschaften, zwei Pokalsiege und zwei Supercupsiege feiern. Im Sommer 2013 verließ er den Klub zum Stadtrivalen Lokomotive. Hier wurde er zur Stammkraft zwischen den Pfosten. Im Sommer 2015 verpflichtete ihn der moldauische Verein Sheriff Tiraspol. Hier kam er jedoch an Alexei Koșelev nicht vorbei und stand selten in der Mannschaft. Im Jahr 2016 konnte die moldauische Meisterschaft gewinnen. Anfang 2017 kehrte er zu Lewski zurück, wo er in der Saison 2017/18 die Nummer eins war. In der Spielzeit 2018/19 kam er nur noch fünfmal zum Einsatz. Im Februar 2019 löste er seinen Vertrag auf.

## Erfolge
- Bulgarischer Meister 2006, 2007, 2009
- Bulgarischer Pokalsieger 2005, 2007
- Bulgarischer Supercupsieger 2007, 2009
- Moldauischer Meister 2016